# Дунайська армія (Російська імперія)
Дунайська армія (рос. Дунайская армия) — загальновійськове оперативне об'єднання з'єднань, частин Російської імператорської армії під час Першої світової війни.

## Склад
Польове управління утворено в жовтні 1916 з польового управління XLVII армійського корпусу при штабі Одеського військового округу. У грудні 1916 перейменована на 6-ту армію, а на основі польового управління сформовано польове управління Румунського фронту.

## У складі
- Румунського фронту (жовтень — грудень 1916).

На кінець 1916 року армія мала у своєму складі:

## Командувачі
- 19.10.1916—12.12.1916 — генерал від кавалерії Сахаров Володимир Вікторович.